# Liste der Nummer-eins-Hits in Australien (1987)
Diese Liste enthält alle Nummer-eins-Hits in Australien im Jahr 1987. Grundlage sind die Top 50 der australischen Charts der ARIA. Es gab in diesem Jahr 15 Nummer-eins-Singles und 10 Nummer-eins-Alben.

## Singles
| ← 1986 ← | Liste der Nummer-eins-Hits in Australien | Liste der Nummer-eins-Hits in Australien | Liste der Nummer-eins-Hits in Australien                                                                                                   | 1988 →                    |
| \| Zeitraum \| Wo. ges. \| Interpret \| Titel Autor(en) \| Zusätzliche Informationen \| \| (Zeitraum, Wochen auf Platz eins, Interpret, Titel, Autor[en], zusätzliche Informationen) \| \| \| \| \| \| ----------------------------------------------------------------------------------------- \| -------- \| -------------------------------- \| ------------------------------------------------------------------------------------------------------------------------------------------ \| ------------------------- \| \| 22. Dezember 1986 – 8. Februar 1987 7 Wochen \| 7 \| Pseudo Echo \| Funkytown Steven Phillip Greenberg \| – \| \| 9. Februar 1987 – 15. Februar 1987 1 Woche (insgesamt 2) \| 2 \| The Bangles \| Walk Like an Egyptian Liam Hillard Sternberg \| – \| \| 14. Februar 1987 – 22. Februar 1987 2 Wochen (insgesamt 2) \| 2 \| Kim Wilde \| You Keep Me Hangin’ On Edward J. Holland Jr., Lamont Herbert Dozier, Brian Holland \| – \| \| 23. Februar 1987 – 1. März 1987 1 Woche (insgesamt 2) \| 2 \| The Bangles \| Walk Like an Egyptian Liam Hillard Sternberg \| – \| \| 2. März 1987 – 8. März 1987 1 Woche (insgesamt 2) \| 2 \| Kim Wilde \| You Keep Me Hangin’ On Edward J. Holland Jr., Lamont Herbert Dozier, Brian Holland \| – \| \| 9. März 1987 – 15. März 1987 1 Woche \| 1 \| Boris Gardiner \| I Want to Wake Up with You Ben Peters \| – \| \| 16. März 1987 – 12. April 1987 4 Wochen \| 4 \| Aretha Franklin & George Michael \| I Knew You Were Waiting (For Me) Simon Climie, Dennis Morgan \| – \| \| 13. April 1987 – 17. Mai 1987 5 Wochen \| 5 \| Paul Lekakis \| Boom Boom (Let’s Go Back to My Room) Riccardo Angelo Ballerini, Michele Chieregato, Stefano Montin, Thomas Beecher Hooker, Roberto Turatti \| – \| \| 18. Mai 1987 – 14. Juni 1987 4 Wochen \| 4 \| Dave Dobbyn feat. Herbs \| Slice of Heaven Dave Joseph Dobbyn \| – \| \| 15. Juni 1987 – 19. Juli 1987 5 Wochen \| 5 \| Whitney Houston \| I Wanna Dance with Somebody (Who Loves Me) George Robert Merrill, Shannon Rubicam \| – \| \| 20. Juli 1987 – 27. Juli 1987 1 Woche \| 1 \| Mel & Kim \| Respectable Pete Waterman, Matthew James Aitken, Mike Stock \| – \| \| 28. Juli 1987 – 9. August 1987 2 Wochen \| 2 \| The Party Boys \| He’s Gonna Step on You Again Christos Demetriou, John Theodore Kongos \| – \| \| 10. August 1987 – 27. September 1987 7 Wochen \| 7 \| Kylie Minogue \| The Loco-Motion Gerry Goffin, Carole King \| – \| \| 28. September 1987 – 15. November 1987 7 Wochen \| 7 \| Los Lobos \| La Bamba Trad.; Text: Ritchie Valens \| – \| \| 16. November 1987 – 22. November 1987 1 Woche \| 1 \| Icehouse \| Electric Blue Iva Davies, John William Oates \| – \| \| 23. November 1987 – 29. November 1987 1 Woche \| 1 \| Jimmy Barnes \| Too Much Ain’t Enough Love James Dixon Barnes, Jonathan Cain, Neal Joseph Schon, Anthony Paul Brock, Randolph Lynch Jackson \| – \| \| 30. November 1987 – 17. Januar 1988 7 Wochen \| 7 \| Rick Astley \| Never Gonna Give You Up Pete Waterman, Matthew James Aitken, Mike Stock \| – \| |                                          |                                          | |                           |
| ← 1986 |                                          |                                          | | → 1988 →                  |
| Zeitraum | Wo. ges.                                 | Interpret                                | Titel Autor(en) | Zusätzliche Informationen |
| (Zeitraum, Wochen auf Platz eins, Interpret, Titel, Autor[en], zusätzliche Informationen) |                                          |                                          | |                           |
| 22. Dezember 1986 – 8. Februar 1987 7 Wochen | 7                                        | Pseudo Echo                              | Funkytown Steven Phillip Greenberg | –                         |
| 9. Februar 1987 – 15. Februar 1987 1 Woche (insgesamt 2) | 2                                        | The Bangles                              | Walk Like an Egyptian Liam Hillard Sternberg                                                                                               | –                         |
| 14. Februar 1987 – 22. Februar 1987 2 Wochen (insgesamt 2) | 2                                        | Kim Wilde                                | You Keep Me Hangin’ On Edward J. Holland Jr., Lamont Herbert Dozier, Brian Holland                                                         | –                         |
| 23. Februar 1987 – 1. März 1987 1 Woche (insgesamt 2) | 2                                        | The Bangles                              | Walk Like an Egyptian Liam Hillard Sternberg                                                                                               | –                         |
| 2. März 1987 – 8. März 1987 1 Woche (insgesamt 2) | 2                                        | Kim Wilde                                | You Keep Me Hangin’ On Edward J. Holland Jr., Lamont Herbert Dozier, Brian Holland                                                         | –                         |
| 9. März 1987 – 15. März 1987 1 Woche | 1                                        | Boris Gardiner                           | I Want to Wake Up with You Ben Peters | –                         |
| 16. März 1987 – 12. April 1987 4 Wochen | 4                                        | Aretha Franklin & George Michael         | I Knew You Were Waiting (For Me) Simon Climie, Dennis Morgan                                                                               | –                         |
| 13. April 1987 – 17. Mai 1987 5 Wochen | 5                                        | Paul Lekakis                             | Boom Boom (Let’s Go Back to My Room) Riccardo Angelo Ballerini, Michele Chieregato, Stefano Montin, Thomas Beecher Hooker, Roberto Turatti | –                         |
| 18. Mai 1987 – 14. Juni 1987 4 Wochen | 4                                        | Dave Dobbyn feat. Herbs                  | Slice of Heaven Dave Joseph Dobbyn | –                         |
| 15. Juni 1987 – 19. Juli 1987 5 Wochen | 5                                        | Whitney Houston                          | I Wanna Dance with Somebody (Who Loves Me) George Robert Merrill, Shannon Rubicam                                                          | –                         |
| 20. Juli 1987 – 27. Juli 1987 1 Woche | 1                                        | Mel & Kim                                | Respectable Pete Waterman, Matthew James Aitken, Mike Stock                                                                                | –                         |
| 28. Juli 1987 – 9. August 1987 2 Wochen | 2                                        | The Party Boys                           | He’s Gonna Step on You Again Christos Demetriou, John Theodore Kongos                                                                      | –                         |
| 10. August 1987 – 27. September 1987 7 Wochen | 7                                        | Kylie Minogue                            | The Loco-Motion Gerry Goffin, Carole King                                                                                                  | –                         |
| 28. September 1987 – 15. November 1987 7 Wochen | 7                                        | Los Lobos                                | La Bamba Trad.; Text: Ritchie Valens | –                         |
| 16. November 1987 – 22. November 1987 1 Woche | 1                                        | Icehouse                                 | Electric Blue Iva Davies, John William Oates                                                                                               | –                         |
| 23. November 1987 – 29. November 1987 1 Woche | 1                                        | Jimmy Barnes                             | Too Much Ain’t Enough Love James Dixon Barnes, Jonathan Cain, Neal Joseph Schon, Anthony Paul Brock, Randolph Lynch Jackson                | –                         |
| 30. November 1987 – 17. Januar 1988 7 Wochen | 7                                        | Rick Astley                              | Never Gonna Give You Up Pete Waterman, Matthew James Aitken, Mike Stock                                                                    | –                         |

## Alben
| ← 1986 ← | Liste der Nummer-eins-Hits in Australien | Liste der Nummer-eins-Hits in Australien | Liste der Nummer-eins-Hits in Australien | 1988 →                    |
| \| Zeitraum \| Wo. ges. \| Interpret \| Titel \| Zusätzliche Informationen \| \| (Zeitraum, Wochen auf Platz eins, Interpret, Titel, zusätzliche Informationen) \| \| \| \| \| \| ------------------------------------------------------------------------------ \| -------- \| -------------------------- \| ------------------- \| ------------------------- \| \| 17. November 1986 – 11. Januar 1987 8 Wochen (insgesamt 25) \| 25 \| John Farnham \| Whispering Jack \| – \| \| 12. Januar 1987 – 25. Januar 1987 2 Wochen \| 2 \| (Verschiedene Interpreten) \| Summer ’87 \| – \| \| 26. Januar 1987 – 5. April 1987 10 Wochen (insgesamt 25) \| 25 \| John Farnham \| Whispering Jack \| – \| \| 6. April 1987 – 19. April 1987 2 Wochen \| 2 \| Paul Simon \| Graceland \| – \| \| 20. April 1987 – 3. Mai 1987 2 Wochen (insgesamt 25) \| 25 \| John Farnham \| Whispering Jack \| – \| \| 4. Mai 1987 – 10. Mai 1987 1 Woche \| 1 \| (Verschiedene Interpreten) \| 87 Hits Out \| – \| \| 11. Mai 1987 – 7. Juni 1987 4 Wochen (insgesamt 25) \| 25 \| John Farnham \| Whispering Jack \| – \| \| 8. Juni 1987 – 14. Juni 1987 1 Woche \| 1 \| Crowded House \| Crowded House \| – \| \| 15. Juni 1987 – 21. Juni 1987 1 Woche (insgesamt 25) \| 25 \| John Farnham \| Whispering Jack \| – \| \| 22. Juni 1987 – 12. Juli 1987 3 Wochen \| 3 \| Whitney Houston \| Whitney \| – \| \| 13. Juli 1987 – 23. August 1987 6 Wochen \| 6 \| Bon Jovi \| Slippery When Wet \| – \| \| 24. August 1987 – 4. Oktober 1987 6 Wochen \| 6 \| Midnight Oil \| Diesel and Dust \| – \| \| 5. Oktober 1987 – 20. Dezember 1987 11 Wochen \| 11 \| Icehouse \| Man of Colours \| – \| \| 21. Dezember 1987 – 24. Januar 1988 5 Wochen \| 5 \| Jimmy Barnes \| Freight Train Heart \| – \| |                                          |                                          |                                          |                           |
| ← 1986 |                                          |                                          |                                          | → 1988 →                  |
| Zeitraum | Wo. ges.                                 | Interpret                                | Titel                                    | Zusätzliche Informationen |
| (Zeitraum, Wochen auf Platz eins, Interpret, Titel, zusätzliche Informationen) |                                          |                                          |                                          |                           |
| 17. November 1986 – 11. Januar 1987 8 Wochen (insgesamt 25) | 25                                       | John Farnham                             | Whispering Jack                          | –                         |
| 12. Januar 1987 – 25. Januar 1987 2 Wochen | 2                                        | (Verschiedene Interpreten)               | Summer ’87                               | –                         |
| 26. Januar 1987 – 5. April 1987 10 Wochen (insgesamt 25) | 25                                       | John Farnham                             | Whispering Jack                          | –                         |
| 6. April 1987 – 19. April 1987 2 Wochen | 2                                        | Paul Simon                               | Graceland                                | –                         |
| 20. April 1987 – 3. Mai 1987 2 Wochen (insgesamt 25) | 25                                       | John Farnham                             | Whispering Jack                          | –                         |
| 4. Mai 1987 – 10. Mai 1987 1 Woche | 1                                        | (Verschiedene Interpreten)               | 87 Hits Out                              | –                         |
| 11. Mai 1987 – 7. Juni 1987 4 Wochen (insgesamt 25) | 25                                       | John Farnham                             | Whispering Jack                          | –                         |
| 8. Juni 1987 – 14. Juni 1987 1 Woche | 1                                        | Crowded House                            | Crowded House                            | –                         |
| 15. Juni 1987 – 21. Juni 1987 1 Woche (insgesamt 25) | 25                                       | John Farnham                             | Whispering Jack                          | –                         |
| 22. Juni 1987 – 12. Juli 1987 3 Wochen | 3                                        | Whitney Houston                          | Whitney                                  | –                         |
| 13. Juli 1987 – 23. August 1987 6 Wochen | 6                                        | Bon Jovi                                 | Slippery When Wet                        | –                         |
| 24. August 1987 – 4. Oktober 1987 6 Wochen | 6                                        | Midnight Oil                             | Diesel and Dust                          | –                         |
| 5. Oktober 1987 – 20. Dezember 1987 11 Wochen | 11                                       | Icehouse                                 | Man of Colours                           | –                         |
| 21. Dezember 1987 – 24. Januar 1988 5 Wochen | 5                                        | Jimmy Barnes                             | Freight Train Heart                      | –                         |